# Albert Lecocq
Albert Lecocq (* 13. August 1905 in Arras; † 1969) war der Hauptgründer der französischen FKK-Bewegung und deren Presse. Dabei wurde er hauptsächlich von seiner Frau, Christiane, unterstützt.

## Leben
Nach seiner Hochzeit mit Christiane in Tourcoing am 23. Oktober 1933 gründeten Albert Lecocq und seine Frau 1944 den ersten französischen FKK-Verein, den Club du Soleil, eine naturistische Vereinigung mit eigenem Grundstück. Nach ihrem Umzug 1945 nach Carrières-sur-Seine gründeten sie den dortigen Club du Soleil.
Der Anfang der 1950er-Jahre war ein wichtiger Meilenstein in der französischen Geschichte des FKK. 1949 gründeten Albert und Christiane die Zeitschrift La Vie au Soleil und 1950 den französischen FKK-Verband FFN (Fédération Francaise de Naturisme) sowie den ersten französischen FKK-Campingplatz, das Centre Héliomarin de Montalivet. Sie waren 1953 an der Gründung der Internationalen Naturisten Föderation (INF/FNI) beteiligt. Insbesondere trugen sie – zusammen mit Dorothy Thornton aus England und Erhard Wachtler aus Deutschland – dazu bei, allgemeine Regeln für eine solche Vereinigung zu entwerfen.
Albert Lecocq starb 1969. 